# 新木場站
新木場站（日语：／ Shinkiba eki */?）是位於日本東京都江東區新木場一丁目，屬於東日本旅客鐵道（JR東日本）、東京地下鐵、東京臨海高速鐵道（TWR）的鐵路車站。

## 历史
- 1988年（昭和63年）
  - 6月8日：帝都高速度交通營團（營團地下鐵）有樂町線新木場站開業。
  - 12月1日：JR東日本京葉線通車，JR東日本站區同日開業，為京葉線終點站。
- 1990年（平成2年）3月10日：京葉線新木場－東京段延線通車（京葉線全線通車）。
- 1996年（平成8年）3月30日：東京臨海高速鐵道臨海副都心線（現稱臨海線）新木場－東京電訊港段通車，東京臨海高速鐵道站區同日開業。
- 2001年（平成13年）11月18日：JR東日本的智能卡系統Suica正式投入服務。
- 2002年（平成14年）12月1日：臨海線天王洲島－大崎延線開業（臨海線全線開通），臨海線並開始與埼京線相互直通運行。
- 2004年（平成16年）
  - 4月1日：營團地下鐵民營化，車站由東京地下鐵接手管理。
  - 10月16日：JR東日本訂正列車時刻表，通勤快速列車增停新木場站。
- 2007年（平成19年）
  - 3月18日：東京地下鐵啟用IC卡「PASMO」。
  - 3月24日：京葉線月台引入發車音樂。1號線為《海岸通り》、2號線為《シンコペーション》，皆由櫻井音樂工房製作。
- 2008年（平成20年）5月3日：東京地下鐵增設來往新木場站及小田急電鐵小田原線本厚木站的不定期臨時列車班次「Bay Resort」號。
- 2011年（平成23年）9月24日：「Bay Resort」號。結束營運。
- 2013年（平成25年）6月29日：有樂町線月台啟用月台門。
- 2016年（平成28年）9月25日：JR月台導入東京圈輸送管理系統（ATOS），同時啟用進站音樂[1]。

## 車站構造
本站是一高架車站，所有站區均高於地面，包括東京地下鐵的站區。車站地面層及附近高架路段下的空間是食店等店舖，2樓是有樂町線與臨海線月台，3樓是三家公司共用的車站大堂（由東京地下鐵負責管理），4樓則是京葉線月台。由於三家公司的剪票口非常接近，因此換乘非常方便。可是也不少乘客因此而誤進其他公司的站區。而臨海線站區則在剪票口側設有臨時剪票口，供車站非常繁忙時使用。

### JR東日本
本站是島式月台1面2線高架車站。車站月台與大堂間只以兩條樓梯連接，繁忙時間會稍見擠擁，需要較多時間才能通過剪票口。
過去通勤快速過站不停。
本站是千葉支社管轄的直營站，設有綠色窗口、指定席售票機、自動售票機、自動驗票閘門、自動精算機。本站為管理站，管理潮見站、葛西臨海公園站。
京葉線在部分通車時，列車使用蘇我方向的剪式橫渡線折返，在本站與東京站區間通車後停止使用，無法再進行折返運行。但2006年9月28日東京站機器室發生火災時，本站在整備連動裝置後恢復折返功能。從此持續保留此機能。
蘇我側有連通臨海線的連絡線。全線通車前，70-000形電車可利用此線前往京葉電車區（現京葉車輛中心）或經蘇我前往大井工場（現東京綜合車輛中心），也可提供團體臨時列車運行使用。
由於轉乘有樂町線的轉乘客眾多，因此原先過站不停的通勤快速在2004年（平成16年）10月16日改點起增停本站。2009年（平成21年）3月6日至6月26日（3月20日除外）的週五與3月19日的「細波21號」增停本站。

#### 月台配置

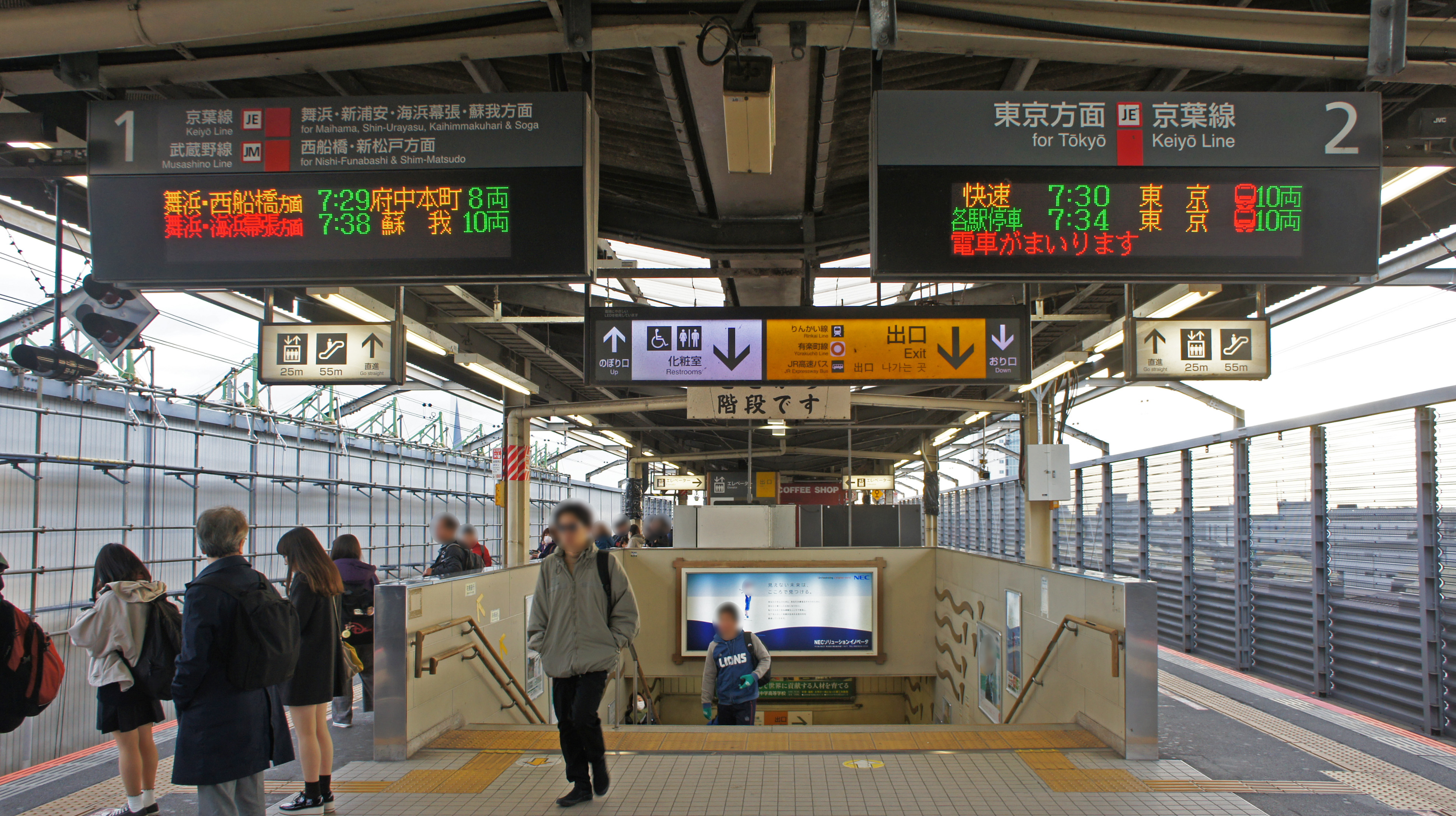
月台（2019年12月）

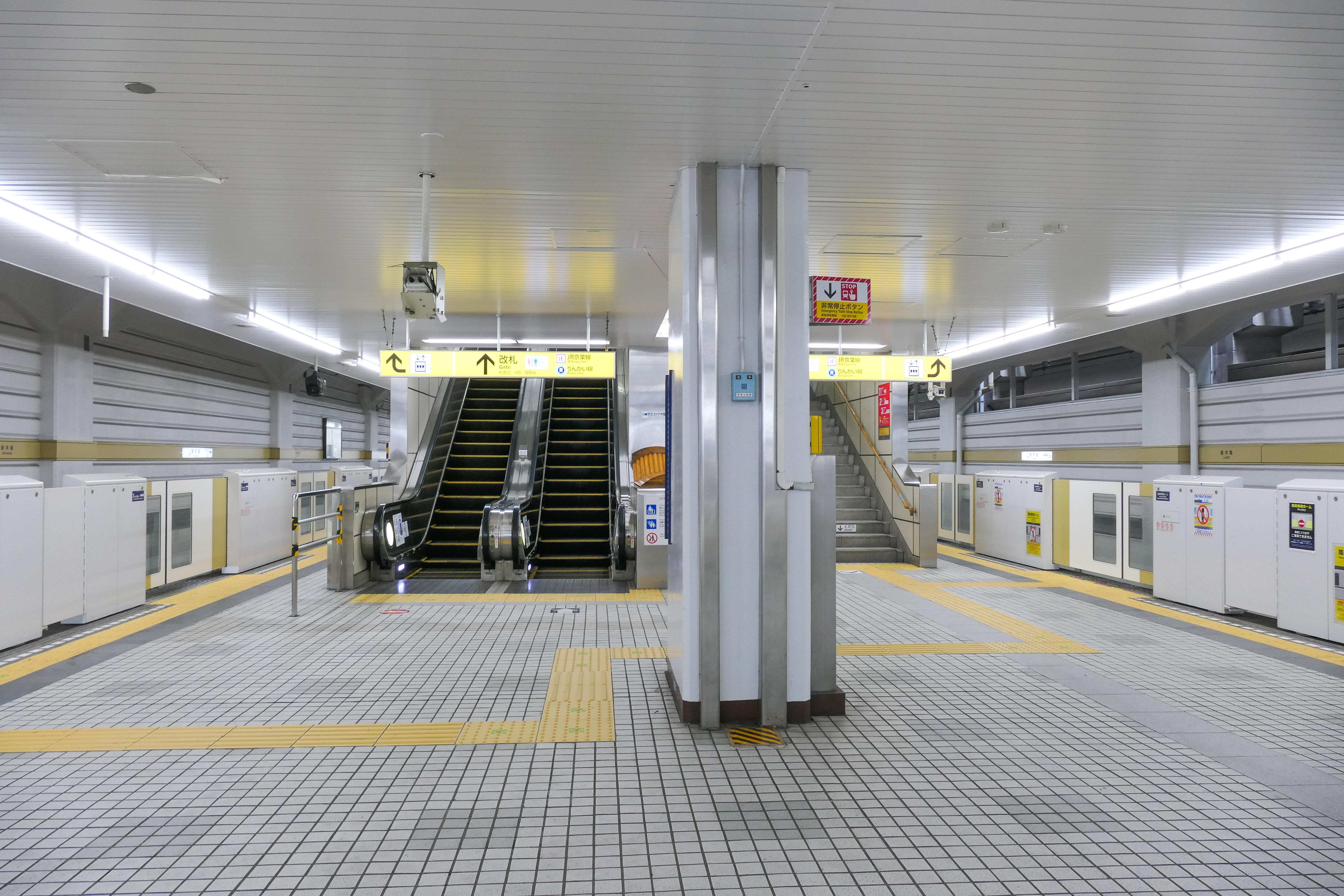
月台（2021年6月）

月台採島式月台1面2線設計。近蘇我一邊設有交叉道岔，在京葉線延伸至東京站前供列車折返。京葉線延伸至東京站後曾經停用，但東京站於2006年9月28日發生火災後，此道岔立即被重新啟用。現時當列車班次出現嚴重延誤時，會使用此道岔調整班次。
| 月台 | 路線     | 方向 | 目的地                           |
| ---- | -------- | ---- | -------------------------------- |
| 1    | 京葉線   | 下行 | 舞濱、新浦安、海濱幕張、蘇我方向 |
| 1    | 武藏野線 | -    | 西船橋、新松戶方向               |
| 2    | 京葉線   | 上行 | 東京方向                         |

（來源：JR東日本:車站構內圖 （页面存档备份，存于））
- 月台（2019年12月）

| 運行路線 | 營業路線  | 月台     | 東京方向起訖 | 大崎方向起訖 | 西船橋、蘇我方向起訖 | 備註       |
| -------- | --------- | -------- | ------------ | ------------ | -------------------- | ---------- |
| 1        | 1         | 10輛編組 | 可入         | 不可         | 可出入               | 下行主本線 |
| 東臨1    | （東臨）2 | 10輛編組 | 不可         | 可出入       | 可出                 |            |
| 東臨2    | （東臨）1 | 10輛編組 | 不可         | 可出入       | 可入                 |            |
| 2        | 2         | 10輛編組 | 可出         | 不可         | 可出入               | 上行主本線 |

### 東京地下鐵
車站月台採島式月台1面2線設計。本站是有樂町線的終點站，其中1號月台只供到站列車使用，2號月台則供自本站開出列車使用。而有樂町線的新木場車輛基地位於車站東邊，通往車輛基地的線路可當作留置線使用。另外，留置線方向設有橫渡線，因此1號線列車入庫與2號線列車進入可同時進行。

#### 月台配置
| 月台 | 路線     | 目的地                           |
| ---- | -------- | -------------------------------- |
| 1    | 有樂町線 | 下車月台                         |
| 2    | 有樂町線 | 池袋、和光市、森林公園、飯能方向 |

（來源：東京地下鐵:構內圖 （页面存档备份，存于））
- 月台（2021年6月）

### 東京臨海高速鐵道
1面2線島式月台的高架車站。

#### 月台配置
| 月台 | 路線   | 目的地                                       |
| ---- | ------ | -------------------------------------------- |
| 1、2 | 臨海線 | 國際展示場、大井町、大崎、埼京線（新宿）方向 |

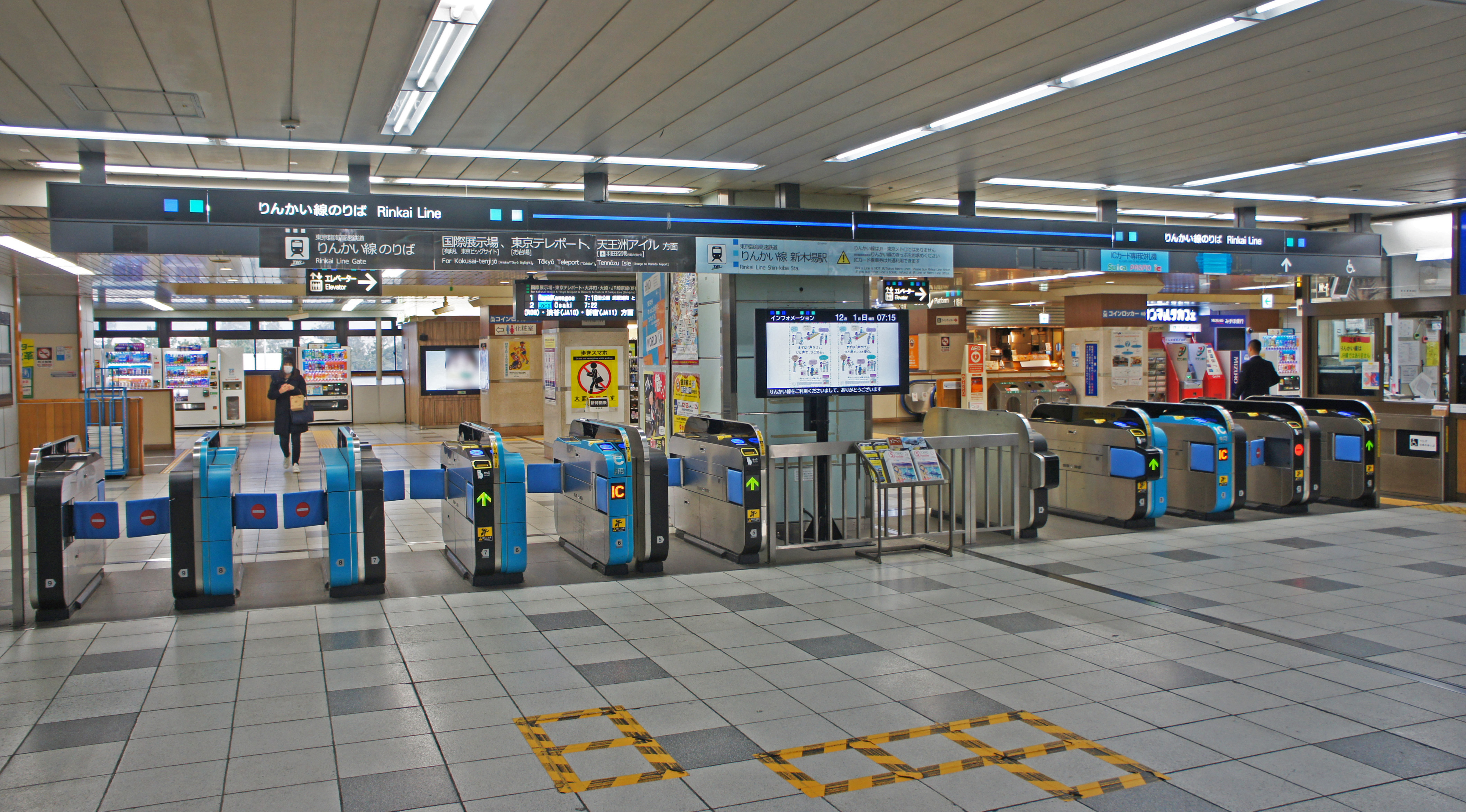
臨海線閘口（2019年12月）
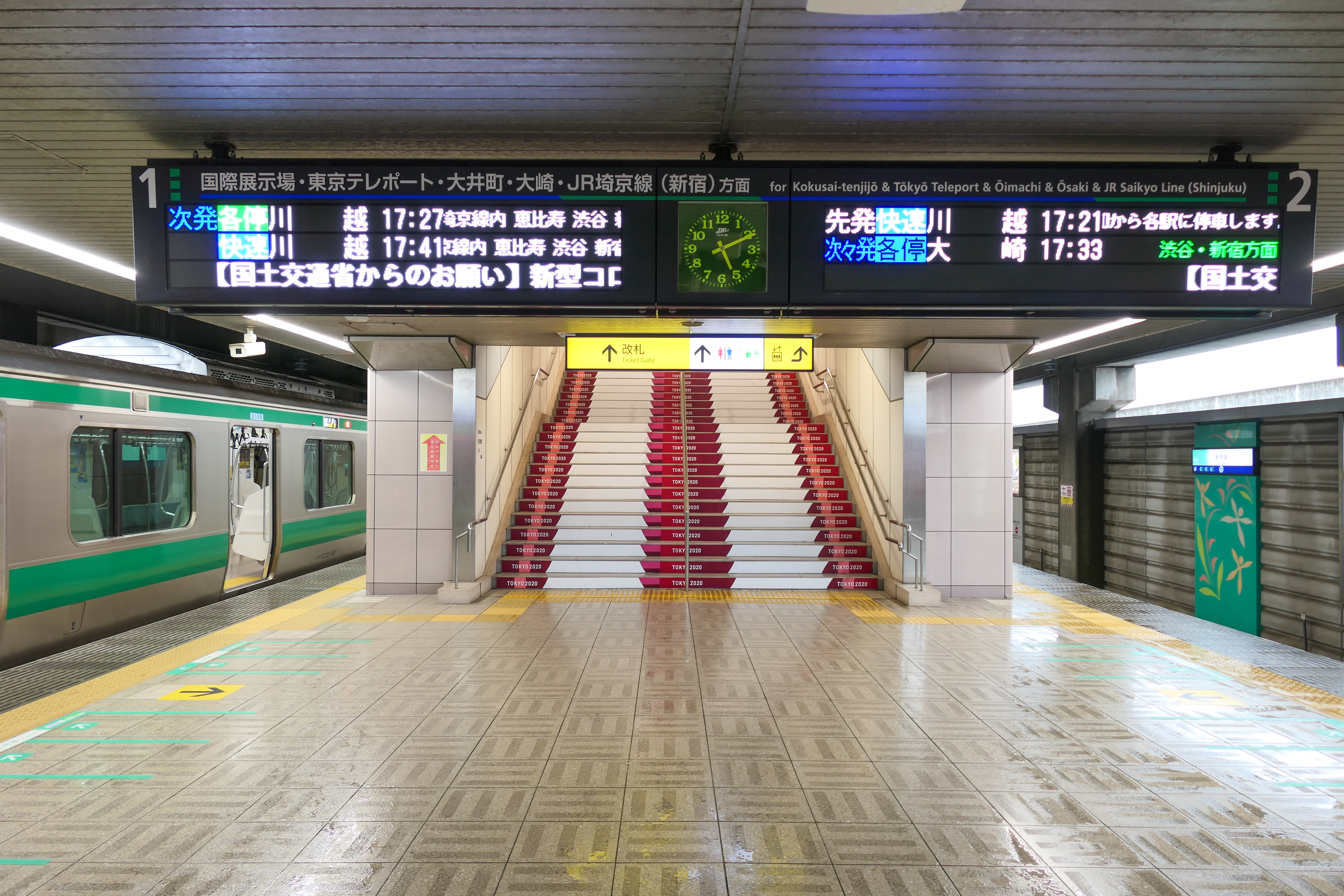
車站月台（2021年7月11日）

## 利用狀況
平日尖峰時刻通勤、通學客眾多，假日則以往東京迪士尼渡假區與葛西臨海公園、台場等的遊客。另外，幕張展覽館與東京Big Sight舉行活動時也會帶來大量人潮。
- JR東日本 - 2019年度1日平均上車人次為78,928人[使用人數 1]。
JR東日本全部車站當中次於舞濱站排名第58位，京葉線內次於東京站、西船橋站、舞濱站名列第4位。
- 東京地下鐵 - 2017年度1日平均上下車人次為109,841人[使用人數 2]。
東京地下鐵全部130個車站當中排名第34位。近年使用人數不斷增加，2013年度首次突破10萬人次。
- 東京臨海高速鐵道 - 2017年度1日平均上車人次為33,268人[使用人數 3]。
臨海線內8個車站中位居第4位。

### 各年度1日平均上下車人次
各年度1日平均上下車人次如下表。
| 年度               | 營團 / 東京地下鐵  | 營團 / 東京地下鐵 |
| 年度               | 1日平均 上下車人次 | 增長率            |
| ------------------ | ------------------ | ----------------- |
| 2003年（平成15年） | 77,448             | −3.5%             |
| 2004年（平成16年） | 79,139             | 2.2%              |
| 2005年（平成17年） | 81,599             | 3.1%              |
| 2006年（平成18年） | 85,509             | 4.8%              |
| 2007年（平成19年） | 92,483             | 8.2%              |
| 2008年（平成20年） | 95,926             | 3.7%              |
| 2009年（平成21年） | 95,799             | −0.1%             |
| 2010年（平成22年） | 95,920             | 0.1%              |
| 2011年（平成23年） | 93,783             | −2.2%             |
| 2012年（平成24年） | 96,852             | 3.3%              |
| 2013年（平成25年） | 101,043            | 4.3%              |
| 2014年（平成26年） | 102,290            | 1.2%              |
| 2015年（平成27年） | 104,996            | 2.6%              |
| 2016年（平成28年） | 107,955            | 2.8%              |
| 2017年（平成29年） | 109,841            | 1.7%              |
| 2018年（平成30年） | 111,872            | 1.8%              |

### 各年度1日平均上車人次（1988年－2000年）
各年度1日平均上車人次如下表。
| 年度               | JR東日本 | 營團   | 東京臨海 高速鐵道 | 來源              |
| ------------------ | -------- | ------ | ----------------- | ----------------- |
| 1988年（昭和63年） | 71,983   | 12,862 | 未開業            | [ 東京都統計 1 ]  |
| 1989年（平成元年） | 36,685   | 42,912 | 未開業            | [ 東京都統計 2 ]  |
| 1990年（平成02年） | 27,162   | 26,929 | 未開業            | [ 東京都統計 3 ]  |
| 1991年（平成03年） | 26,260   | 25,609 | 未開業            | [ 東京都統計 4 ]  |
| 1992年（平成04年） | 27,879   | 27,077 | 未開業            | [ 東京都統計 5 ]  |
| 1993年（平成05年） | 29,841   | 29,000 | 未開業            | [ 東京都統計 6 ]  |
| 1994年（平成06年） | 31,518   | 31,328 | 未開業            | [ 東京都統計 7 ]  |
| 1995年（平成07年） | 32,642   | 32,213 | [ 備註 3 ]        | [ 東京都統計 8 ]  |
| 1996年（平成08年） | 35,896   | 34,213 | 7,436             | [ 東京都統計 9 ]  |
| 1997年（平成09年） | 37,134   | 35,679 | 9,784             | [ 東京都統計 10 ] |
| 1998年（平成10年） | 37,564   | 36,184 | 10,189            | [ 東京都統計 11 ] |
| 1999年（平成11年） | 38,962   | 36,563 | 12,150            | [ 東京都統計 12 ] |
| 2000年（平成12年） | 41,550   | 38,433 | 14,121            | [ 東京都統計 13 ] |

### 各年度1日平均上車人次（2001年以後）
| 年度               | JR東日本 | 營團 / 東京地下鐵 | 東京臨海 高速鐵道 | 來源              |
| ------------------ | -------- | ----------------- | ----------------- | ----------------- |
| 2001年（平成13年） | 45,739   | 40,795            | 16,260            | [ 東京都統計 14 ] |
| 2002年（平成14年） | 48,342   | 40,299            | 18,156            | [ 東京都統計 15 ] |
| 2003年（平成15年） | 52,625   | 38,803            | 21,423            | [ 東京都統計 16 ] |
| 2004年（平成16年） | 53,518   | 39,381            | 21,699            | [ 東京都統計 17 ] |
| 2005年（平成17年） | 55,653   | 41,000            | 23,132            | [ 東京都統計 18 ] |
| 2006年（平成18年） | 58,886   | 42,622            | 23,414            | [ 東京都統計 19 ] |
| 2007年（平成19年） | 62,674   | 46,270            | 25,030            | [ 東京都統計 20 ] |
| 2008年（平成20年） | 65,432   | 48,115            | 26,411            | [ 東京都統計 21 ] |
| 2009年（平成21年） | 65,813   | 48,384            | 26,630            | [ 東京都統計 22 ] |
| 2010年（平成22年） | 65,780   | 48,482            | 26,437            | [ 東京都統計 23 ] |
| 2011年（平成23年） | 64,487   | 47,320            | 25,887            | [ 東京都統計 24 ] |
| 2012年（平成24年） | 67,590   | 48,426            | 29,026            | [ 東京都統計 25 ] |
| 2013年（平成25年） | 70,831   | 51,216            | 30,312            | [ 東京都統計 26 ] |
| 2014年（平成26年） | 71,713   | 51,668            | 30,896            | [ 東京都統計 27 ] |
| 2015年（平成27年） | 74,150   | 53,093            | 31,651            | [ 東京都統計 28 ] |
| 2016年（平成28年） | 75,748   | 54,373            | 32,062            | [ 東京都統計 29 ] |
| 2017年（平成29年） | 77,874   | 55,318            | 33,268            | [ 東京都統計 30 ] |
| 2018年（平成30年） | 79,161   | 56,348            | 34,148            | [ 東京都統計 31 ] |
| 2019年（令和元年） | 78,928   |                   |                   |                   |

備註
1. ↑  1988年12月1日開業。開業日至1989年3月31日為止共計121日間的統計資料。
2. ↑  1988年6月8日開業。開業日至1989年3月31日為止共計297日間的統計資料。
3. ↑  1996年3月30日開業。

## 車站周邊

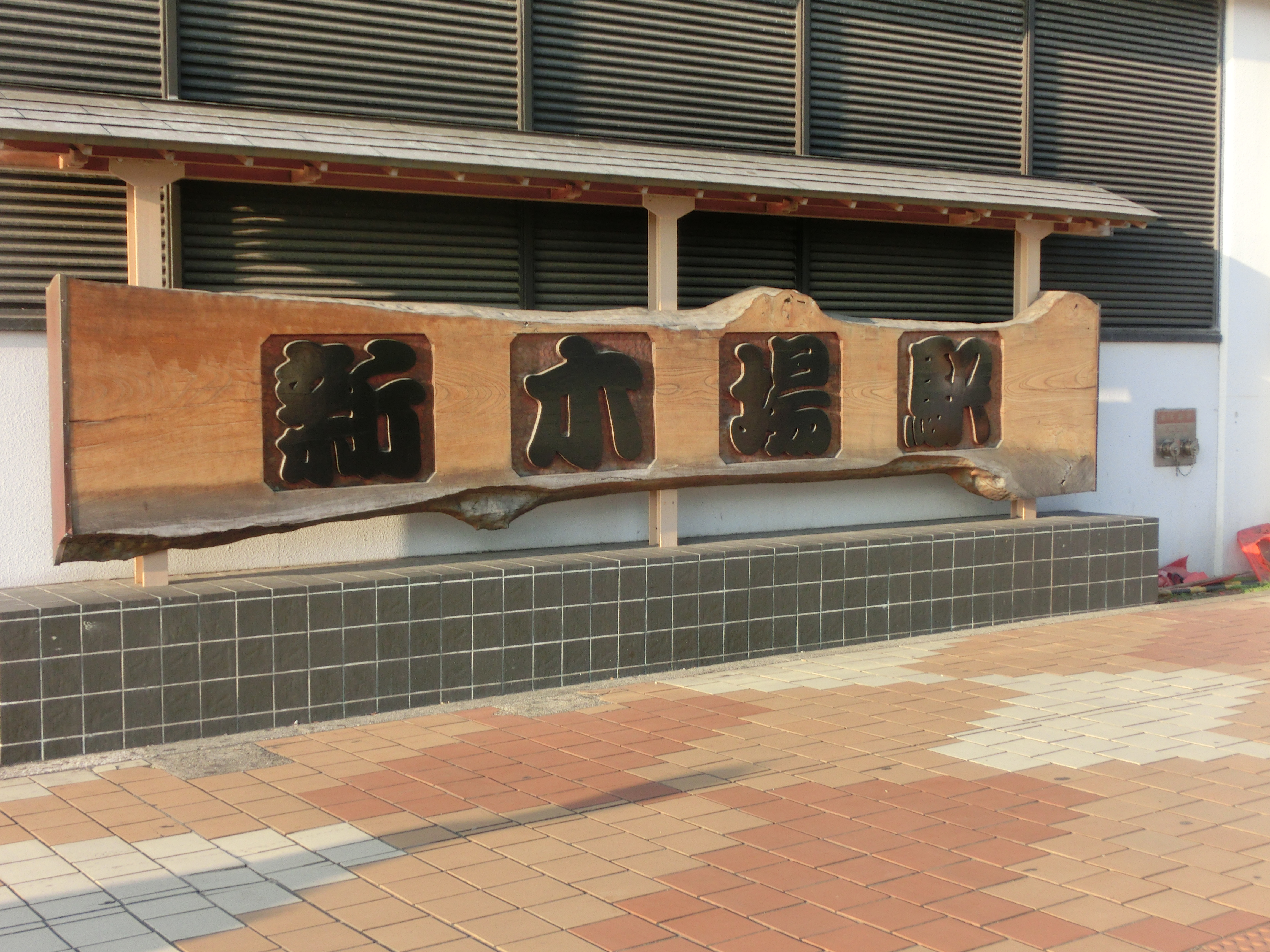
新木場站外牆的木板（2016年）

如同其名，車站周邊有許多貯木場與木材相關企業。
近年也入駐許多體育設施與大型IT企業。
- 東京灣
- 東京地下鐵新木場車輛基地（日语：新木場車両基地）
  - 和光檢車區（日语：和光検車区）新木場分室
  - 新木場CR
- NEC Solution Innovators（日语：NECソリューションイノベータ）本社
- 新木場中心大樓
  - 新木場中心大樓內郵便局
- 夢之島公園
  - 江東區夢之島陸上競技場
  - 東京都立第五福龍丸展示館
  - 夢之島熱帶植物館
  - 東京體育文化館（日语：東京スポーツ文化館）
- 夢之島綠道公園（日语：夢の島緑道公園）
- 新木場綠道公園（日语：新木場緑道公園）
- 木材、合板博物館（日语：木材・合板博物館）
- 新木場1stRING（日语：新木場1stRING）（摔角會場）
- 新木場STUDIO COAST（日语：STUDIO COAST） (ageHa)
- 灣岸道路
- 明治通
- 首都高速灣岸線（新木場出入口）
- 東京辰巳國際水泳場（日语：東京辰巳国際水泳場）
- 警視廳術科中心

## 巴士

### 路線巴士
- 都營巴士
  - 木11甲：往木場站、東陽町站／新木場循環
  - 木11甲（折返）：往東陽町站／往若洲露營場（日语：若洲公園）
  - 錦18：往錦糸町站（僅平日）
  - 急行05：往錦糸町站／往東京Big Sight東棟前、日本科學未來館（僅周六日）

### 高速巴士
附近的鹽濱有JR巴士關東東京支店，由於本站前往台場（臨海線）、葛西臨海公園、東京迪士尼渡假區、幕張展覽館、千葉海洋球場（皆為京葉線）等十分便利，2000年代開始JR巴士系列的高速巴士路線陸續將東京站起訖路線延長至本站。
- JR巴士關東
  - 知多海鷗號：知立站北、刈谷站、知多半田站
- JR東海巴士
  - DREAM名古屋號：日進站、赤池站、名古屋站、尾張一宮站、岐阜站
  - 青春DREAM名古屋號：地下鐵德重、金山站、名古屋站
  - DREAM靜岡·濱松號：靜岡站、濱松站
- 京福巴士（日语：京福バス）、福井鐵道
  - DREAM福井號：福井站
- JR巴士關東、西日本JR巴士（經東京站往京阪神方向）
  - DREAM號：京都站、大阪站、USJ
  - 青春ECO DREAM號：大阪站、大阪城市航空總站（日语：湊町巴士總站（OCAT））
  - GRANDREAM號：大阪站、湊町巴士總站（OCAT）、天王寺站
- 南海Wing Bus南部（日语：南海ウイングバス南部）、御坊南海巴士（日语：御坊南海バス）
  - 南十字星和歌山號：高速京田邊、南海難波高速巴士總站、和泉中央站、和歌山站、和歌山市站
- 中國JR巴士
  - 京濱吉備DREAM號：岡山站、倉敷站

DREAM高松號、DREAM德島號、DREAM高知號、須佐之男號（出雲、松江發）僅上行班次停靠本站。下行班次在東京站發車。
成田機場往淺草、錦糸町、豐洲區域的東京空港交通利木津巴士有兩班可在本站下車。

## 其他
- 建設站體時，原先打算以木材作為主要建材以代表此地，但因東京都法規禁止建造3樓以上的木材建築，因此改作為裝飾材料。
- 開業前，營團地下鐵有樂町線計畫（當時終點為新富町站）稱為「灣岸站」，京葉線計畫（當時終點為西船橋站）稱為「新砂町站」。
- 依據最初計畫，京葉線作為東京外環狀線的一部分，將從新木場經台場延伸至東京貨物總站，沒有新木場至東京的計畫。之後雖然完成新木場至東京貨物總站之間的隧道，但京葉線改為延伸至東京站，而由新設的臨海線繼承（東京電訊港 - 東臨運輸區間作為回送線）。蘇我側的連絡線便是最初計畫所留下的設備。

## 相鄰車站
東京地下鐵
 有樂町線
辰巳（Y 23）－新木場（Y 24）
 東日本旅客鐵道
 京葉線
■通勤快速
八丁堀（JE 02）－新木場（JE 05）－蘇我
■快速
八丁堀（JE 02）－新木場（JE 05）－舞濱（JE 07）
■各站停車（包括直通武藏野線）
潮見（JE 04）－新木場（JE 05）－葛西臨海公園（JE 06）
 東京臨海高速鐵道
 臨海線
■通勤快速、■快速、■各站停車（臨海線內均為各站停車）
新木場（R 01）－東雲（R 02）

### 來源
JR、私鐵、地下鐵1日平均使用人數
1. ↑  各駅の乗車人員 的存檔，存档日期2001-05-06. - JR東日本
2. ↑  各駅の乗降人員ランキング （页面存档备份，存于） - 東京地下鉄
3. ↑  よくあるご質問 （页面存档备份，存于） - りんかい線

JR東日本2000年度以後上車人次
1. ↑  各駅の乗車人員（2000年度） 的存檔，存档日期2014-10-09. - JR東日本
2. ↑  各駅の乗車人員（2001年度） （页面存档备份，存于） - JR東日本
3. ↑  各駅の乗車人員（2002年度） （页面存档备份，存于） - JR東日本
4. ↑  各駅の乗車人員（2003年度） （页面存档备份，存于） - JR東日本
5. ↑  各駅の乗車人員（2004年度） （页面存档备份，存于） - JR東日本
6. ↑  各駅の乗車人員（2005年度） 的存檔，存档日期2014-10-09. - JR東日本
7. ↑  各駅の乗車人員（2006年度） （页面存档备份，存于） - JR東日本
8. ↑  各駅の乗車人員（2007年度） （页面存档备份，存于） - JR東日本
9. ↑  各駅の乗車人員（2008年度） （页面存档备份，存于） - JR東日本
10. ↑  各駅の乗車人員（2009年度） （页面存档备份，存于） - JR東日本
11. ↑  各駅の乗車人員（2010年度） 的存檔，存档日期2014-10-06. - JR東日本
12. ↑  各駅の乗車人員（2011年度） 的存檔，存档日期2014-10-08. - JR東日本
13. ↑  各駅の乗車人員（2012年度） 的存檔，存档日期2014-10-07. - JR東日本
14. ↑  各駅の乗車人員（2013年度） （页面存档备份，存于） - JR東日本
15. ↑  各駅の乗車人員（2014年度） （页面存档备份，存于） - JR東日本
16. ↑  各駅の乗車人員（2015年度） （页面存档备份，存于） - JR東日本
17. ↑  各駅の乗車人員（2016年度） （页面存档备份，存于） - JR東日本
18. ↑  各駅の乗車人員（2017年度） （页面存档备份，存于） - JR東日本
19. ↑  各駅の乗車人員（2018年度） （页面存档备份，存于） - JR東日本
20. ↑  各駅の乗車人員（2019年度） （页面存档备份，存于） - JR東日本

JR、私鐵、地下鐵統計資料
1. ↑  各種報告書 （页面存档备份，存于） - 関東交通広告協議会
2. 1 2  江東区データブック （页面存档备份，存于） - 江東区

東京都統計年鑑
1. ↑  .   [2017-05-03]. （原始内容存档于2016-03-05）.
2. ↑  .   [2017-05-03]. （原始内容存档于2016-03-05）.
3. ↑  .   [2017-05-03]. （原始内容存档于2016-03-05）.
4. ↑  .   [2017-05-03]. （原始内容存档于2016-03-05）.
5. ↑  .   [2017-05-03]. （原始内容存档于2013-08-15）.
6. ↑  .   [2017-05-03]. （原始内容存档于2013-02-03）.
7. ↑  .   [2017-05-03]. （原始内容存档于2013-02-03）.
8. ↑  .   [2017-05-03]. （原始内容存档于2013-02-03）.
9. ↑  .   [2017-05-03]. （原始内容存档于2013-02-03）.
10. ↑  .   [2017-05-03]. （原始内容存档于2016-03-04）.
11. ↑  平成10年PDF
12. ↑  平成11年PDF
13. ↑  .   [2017-05-03]. （原始内容存档于2016-03-04）.
14. ↑  .   [2017-05-03]. （原始内容存档于2016-03-04）.
15. ↑  .   [2017-05-03]. （原始内容存档于2017-07-29）.
16. ↑  .   [2017-05-03]. （原始内容存档于2017-07-29）.
17. ↑  .   [2017-05-03]. （原始内容存档于2017-07-29）.
18. ↑  .   [2017-05-03]. （原始内容存档于2017-07-29）.
19. ↑  .   [2017-05-03]. （原始内容存档于2017-07-29）.
20. ↑  .   [2017-05-03]. （原始内容存档于2017-07-29）.
21. ↑  .   [2017-05-03]. （原始内容存档于2017-07-29）.
22. ↑  .   [2017-05-03]. （原始内容存档于2016-03-26）.
23. ↑  .   [2017-05-03]. （原始内容存档于2016-03-27）.
24. ↑  .   [2017-05-03]. （原始内容存档于2016-03-25）.
25. ↑  .   [2017-05-03]. （原始内容存档于2016-03-27）.
26. ↑  .   [2017-05-03]. （原始内容存档于2016-03-22）.
27. ↑  .   [2017-05-03]. （原始内容存档于2017-07-30）.
28. ↑  .   [2017-12-24]. （原始内容存档于2018-11-09）.
29. ↑  .   [2019-01-11]. （原始内容存档于2019-05-02）.
30. ↑  .   [2020-07-29]. （原始内容存档于2019-12-03）.
31. ↑  .   [2020-07-29]. （原始内容存档于2020-08-04）.

## 外部連結
- 車站資訊（新木場）：東日本旅客鐵道
- 新木場/Y24 | 路線・車站資訊 | 東京地下鐵
- 新木場站 （页面存档备份，存于） - 東京臨海高速鐵道